# Vorstadtkrokodile 2
Vorstadtkrokodile 2 ist ein deutscher Jugendfilm aus dem Jahr 2010. Er ist die Fortsetzung der Verfilmung des Kinderbuches Vorstadtkrokodile von Max von der Grün (1926–2005) aus dem Jahr 2009, deren Hauptdarsteller größtenteils auch hier wieder auftreten. Im Gegensatz zum Vorgängerfilm basiert die Fortsetzung auf keiner literarischen Vorlage.

## Handlung
Nachdem das Bandenmitglied Elvis wegen einer Graffitiaktion auf ein Internat geschickt wurde, besteht die Krokodilbande nur noch aus sieben Jugendlichen: Olli und seine Schwester Maria, Hannes, Kai, Frank, Peter und Jorgo beziehen zu Beginn des Films ein neues Hauptquartier in den verlassenen Stollen und Hallen eines Bergwerks. Allerdings bleiben sie dort nicht lange ungestört: Kais Eltern planen eine Woche Urlaub auf Rügen, wollen ihren Sohn aber nicht unbeaufsichtigt zu Hause lassen. Deshalb zieht Kais etwa ein Jahr ältere Cousine Jenny mit in dessen Kinderzimmer ein und lässt sich auch nicht abschütteln, wenn er mit den Krokodilern unterwegs ist. Dramatischer sind allerdings die Vorgänge in Marias und Ollis Familie: Beide Eltern arbeiten für eine Firma, deren gesamter Maschinenpark plötzlich nicht mehr funktioniert, weshalb die Schließung des Werks und der Verkauf der Arbeiterhäuser droht. Marias und Ollis Eltern wollen deshalb mit ihren Kindern zu ihrer Großmutter ziehen, um anderswo Arbeit zu finden.
Schon nachdem sie mit Hilfe der Bauleuchten aus der Firma das Bergwerk erkundet hatten, haben die Krokodiler schlechte Erfahrungen mit zwei Mitarbeitern der Firma gemacht: Die Boller-Zwillinge halten sich aus unerfindlichen Gründen spät abends noch auf dem Firmengelände auf, verhalten sich äußerst unfreundlich und pflegen mit ihrem getunten Auto einen ziemlich rüpelhaften Fahrstil. Die Krokodiler beschließen, die beiden zu beobachten, und versuchen ihnen in eine angesagte Discothek zu folgen. Hier scheitern sie allerdings am Türsteher und müssen Jennys Hilfe in Anspruch nehmen, was Maria nicht gefällt. Sie ist leicht eifersüchtig und schlecht auf Jenny zu sprechen, da sie vermutet, dass Hannes in Jenny und nicht mehr in sie verliebt ist, dieser Irrtum wird aber später von Hannes in einem Gespräch unter vier Augen geklärt. Diese kann ihrerseits den Eingang passieren und lässt die Krokodiler durch einen Hintereingang herein. Tatsächlich kann Hannes die Zwillinge belauschen und erfahren, dass diese mittels eines Programms auf einem USB-Stick den Maschinenpark lahmgelegt haben. Bei dem Versuch, die Boller-Brüder in den Werkshallen zu überführen, geraten die Krokodiler allerdings in Lebensgefahr: Sie werden entdeckt und mit dem Auto verfolgt. Daraufhin versuchen sie, die Eltern von Olli und Maria mithilfe der aufgenommenen Kamerabilder aus der Fabrik von den Machenschaften in der Fabrik zu überzeugen, damit sie die Polizei einschalten. Die Eltern glauben aber den Kindern nicht und fahren am nächsten Tag mit Olli und Maria weg, sodass die Bande aufgelöst wird.
Inzwischen haben Hannes und Kai heimlich über das Internet einen potenziellen Partner für die Mutter von Hannes vermittelt. Dieser freundlich und locker auftretende Dieter Gotte verabredet sich mit der Mutter im Restaurant und kommt auch in die Wohnung von Hannes und seiner Mutter.
Dabei stellt Hannes fest, dass ausgerechnet Dieter Gotte im Besitz des auffallend rot gefärbten und mit einem Totenkopfaufkleber verzierten USB-Datenträgers ist. Gotte möchte die vermeintlich maroden Geräte billig an sich bringen und nach China verkaufen. Es gelingt den übrigen wiedervereinigten Krokodilern, bei einem weiteren Restaurantbesuch mit allerlei Tricks Gotte den Stick zu entwenden und gegen einen anderen auszutauschen, auf dem sie nur ein Bild der Bande mit herausgestreckten Zungen gespeichert haben. Bevor sie allerdings ihre Eltern oder die Polizei alarmiert haben, hat Gotte den Tausch bereits bemerkt und ist ihnen mit den Bollerbrüdern ins Bergwerk gefolgt. Es kommt zu einem Kampf, in dessen Verlauf eine Ladung Dynamit gezündet wird und auch Olli und Maria wieder auftauchen, deren Eltern mit ihnen zurückgekommen sind, um mit anderen Arbeitern gegen die Schließung zu demonstrieren. Im letzten Moment können die Krokodiler sich und die ohnmächtig geschlagenen Gotte und die Bollerbrüder mit der Grubenbahn retten, die nach der Explosion aus einem Stollen herausschießt und mitten auf dem Werksgelände landet, auf dem eben die entlassenen Arbeiter demonstrieren und Marias und Ollis Vater eine Rede hält. Kai klärt die versammelte Belegschaft über die Machenschaften Gottes und der Boller-Brüder auf, woraufhin sich die Versammlung in ein Freudenfest verwandelt. In der Schlussszene tanzen die Krokodiler und ihre Eltern in der Diskothek; Jenny, die sich immer mehr mit den Krokodilen angefreundet hat, wird Bandenmitglied und Hannes und Maria, die schon die ganze Zeit miteinander geflirtet haben, küssen einander.

## Hintergründe

### Produktion und Veröffentlichung
Der Film wurde 2009 gedreht; Drehorte waren Köln, Dortmund, Duisburg, Hückelhoven, Solingen, das Besucherbergwerk Kleinenbremen und Porta Westfalica. Vorstadtkrokodile 2 kam am 21. Januar 2010 in die Kinos und ist seit dem 12. August 2010 auf DVD und Blu-Ray erhältlich.

### Stunts
Im Gegensatz zum Vorgängerfilm wurden bei Vorstadtkrokodile 2 alle Stunts mit den eigentlichen Darstellern gedreht, Doubles kamen nicht zum Einsatz. Ausnahme ist eine Szene, in der Hannes und Maria von einem der Boller-Brüder verfolgt werden und über weit oben hängende Stahlträger klettern.

### Soundtrack
Der Soundtrack zum Film ist als Download erhältlich und enthält unter anderem Titel von Virginia Jetzt!, Apollo 3, Salt ’n’ Pepa, Tom Gäbel, Bakkushan und Killerpilze. Der Titelsong Dieses Ende wird ein Anfang sein stammt von Virginia Jetzt!, Unsterblich von Luxuslärm erschien als Singleauskopplung. Die instrumentalen Stücke wurden von Heiko Maile beigesteuert.

### Anspielungen auf andere Filme
Vorstadtkrokodile 2 ist eine Fortsetzung zu dem Film Vorstadtkrokodile von 2009 und bedient sich derselben Hauptdarsteller. Das Verschwinden des Bandenmitglieds Elvis aus dem ersten Film wird mit dessen Umzug in ein Internat erklärt. Dass der querschnittgelähmte Kai am Ende des ersten Films ein Liegehandbike bekommen hat, nun aber ein Adaptivbike fährt, wird nicht kommentiert, allerdings wird es im Film immer Handbike genannt.
In der Eingangsszene wurden Anspielungen auf Indiana Jones gesehen.

## Kritiken
Walli Müller vom BR charakterisierte den Film folgendermaßen: „Ein wenig Komödie, ein wenig Romanze, ein Anflug von Sozialdrama, ordentlich kindgerechte Action […] und ausgiebiges Detektivspielen.“ Für Kinder ab zehn Jahren biete er gute Unterhaltung.
Weniger zustimmend äußerte sich Natália Wiedmann, die den Vorgängerfilm für deutlich gelungener hielt: „Der Nachfolger hält dem prüfenden Blick nicht stand […]“ Allerdings würdigte sie das Eingehen auf das Alter und die Entwicklung der Hauptdarsteller: „Interessanter und überzeugender nehmen sich die Figurenentwicklungen aus, die das Auftauchen eines zweiten Mädchens in Gang setzt, der älteren Cousine eines Krokodilers. Nicht nur Bandenmitglied Maria sieht sich plötzlich mit Rollenkonventionen konfrontiert und sucht nach einer Position zwischen Anpassung und Verweigerung, auch einige der Jungs fragen sich, welchem Männlichkeitsbild sie eigentlich entsprechen wollen.“
Auch José Garcia sah in Vorstadtkrokodile 2 eine Weiterentwicklung: „Stand im ersten „Vorstadtkrokodile“-Film die soziale Integration insbesondere des Rollstuhl-Fahrers Kai im Vordergrund, so sind die Themen der Fortsetzung sozusagen erwachsener geworden: Neben der ersten aufkeimenden Liebe zwischen Hannes und Maria werden Arbeitslosigkeit und Hartz IV altersgemäß behandelt […] Obwohl die Handlung nicht immer stimmig erscheint, überzeugt „Vorstadtkrokodile 2“ nicht nur wegen der filmischen Mittel, sondern vor allem durch die Art, wie ernsthafte Fragen altersgemäß aufgearbeitet werden, ohne sie deshalb zu trivialisieren.“
Andrea Niederfriniger dagegen fand den Film eher seicht: „Der Film unterhält, zwar nicht auf hohem Niveau, aber er verströmt Freude, Lebens- und Abenteuerlust. Die Handlung hält […] selbst einer oberflächlichen Betrachtung nicht stand […]“

## Fortsetzung
Der Film fand 2011 mit Vorstadtkrokodile 3 eine Fortsetzung.